# Klein Wesenberg
Klein Wesenberg (dolnoniem. Lütt Wasenbarg) – gmina w Niemczech, w kraju związkowym Szlezwik-Holsztyn, w powiecie Stormarn, wchodzi w skład urzędu Nordstormarn.